# 鈴木絵美子
鈴木 絵美子（すずき えみこ、1981年11月12日 - ）は、日本の元水泳選手。
埼玉県浦和市（現：さいたま市浦和区）出身。アーティスティックスイミング（当時シンクロナイズドスイミング）日本代表。父の雅夫、兄の康正（1977年 - ）はともにプロゴルファー。

## 経歴
- 1994年3月 浦和市立仲町小学校 卒業
- 1997年3月 浦和市立常盤中学校 卒業
- 2000年3月 淑徳巣鴨高等学校 卒業
- 2000年4月 日本大学経済学部 スポーツ推薦入学
- 2004年 彩の国功労賞を受賞。
- 2006年3月 日本大学 経済学部 産業経営学科 卒業
- 2008年9月25日 現役引退を表明

## 引退後について
- 2011年に結婚。2児の母となり、現在は京都府に住んでいる[2][3]。最近は解説者や体験教室を行っている。

## アーティスティックスイミング競技歴
- 1991年1月（小学校3年生） アテナアクアメイツ入部 → 東京シンクロクラブ移籍
- 1998年7月 国際大会USオープン（東京シンクロ代表） チーム 2位 デュエット 2位 ソロ 3位
- 1998年9月 国民体育大会（東京都代表） デュエット 1位
- 1999年5月 日本選手権 チーム 2位
- 1999年8月 国際大会USオープン（ナショナルジュニア代表） チーム 1位
- 1999年9月 国民体育大会（東京都代表） デュエット 1位
- 2000年7月 国際大会ローマオープン（ナショナルBチーム代表） チーム 2位
- 2001年4月 日本選手権 チーム 1位
- 2001年7月 世界選手権（ナショナルAチーム代表） チーム 2位
- 2002年4月 日本選手権 チーム 1位
- 2002年6月 国際大会ローマオープン（ナショナルAチーム代表） チーム 1位
- 2002年9月 ワールドカップ（ナショナルAチーム代表） チーム 2位
- 2003年3月 国際大会ジャーマンオープン（ナショナルデュエット代表） デュエット 3位
- 2004年4月 アテネオリンピック予選会（ナショナルチーム代表） チーム 2位
- 2004年8月 アテネオリンピック チーム 2位
- 2005年7月 世界選手権(ナショナルAチーム代表)フリールーティンコンビネーション2位  ソロ4位 デュエット3位 チーム2位
- 2006年5月 日本選手権 ソロ 1位、デュエット 1位
- 2006年9月 ワールドカップ(ナショナルAチーム代表) フリールーティンコンビネーション2位 ソロ3位 デュエット3位 チーム2位
- 2007年3月 世界選手権(ナショナルAチーム代表) フリーコンビネーション2位 デュエットテクニカル3位 チームテクニカル2位  デュエットフリー3位 チームフリー3位
- 2008年8月 北京オリンピック デュエット 3位 チーム 5位

## 出演

### テレビアニメ
- クレヨンしんちゃん（2007年3月9日、テレビ朝日） - シンクロ選手A役